# Up (Desiigner)
Up è un singolo del rapper statunitense Desiigner pubblicato il 3 aprile 2017.

## Tracce
1. Up – 3:55